# 魔術師の弟子
「魔術師の弟子」（まじゅつしのでし、原題: "The Magician's Apprentice"）は、イギリスのSFドラマ『ドクター・フー』の第9シリーズ第1話。2015年9月19日に BBC One で初放送された。番組製作総指揮のスティーヴン・モファットが執筆し、ヘッティ・マクドナルドが監督した。本作は二部作の前編であり、後編は9月26日に放送された「魔法使いの友」である。
本作では、異星人のタイムトラベラー12代目ドクター（演:ピーター・カパルディ）が姿を消し、遺言ダイヤルを幼少期の友人ミッシー（演:ミシェル・ゴメス）に渡す。ドクターのコンパニオンであるクララ・オズワルド（演:ジェナ・ルイーズ・コールマン）はミッシーに呼び出され、彼女と共に死の目前にあると予期されるドクターの居場所を特定するが、そこで宿敵ダーレク族の使いと遭遇し彼らの惑星スカロへ連れていかれる。ダーレクの創造主であるダヴロス（演:ジュリアン・ブリーチ）は衰弱し死の間際にいたが、幼少期にドクターと出会ったことを思い出して彼を捜索していた。
撮影は2015年2月にスペインのテネリフェ島で行われた。

## 前日譚

### プロローグ
12代目ドクターは惑星カーンへ帰還していた。修道女のオヒラは何者かが時空を超えて彼を捜索していることを告げる。

### "The Doctor's Meditation"
もう1つのプロローグ "The Doctor's Meditation"はロシア、カナダ、アメリカ合衆国、デンマークで2015年15日と16日に「ネザースフィア」と「天国での死」の3D劇場公開と共に公開された。イギリスでは9月18日にFacebookや他のオンラインチャンネル上で公開された。この6分間前日譚ではドクターは中世の男ボースと会話し、ボースは彼と対峙する存在が友なのか敵なのかを問いかける。ドクターは深く考えなくてはならないと答えたが、それに苦労している様子を見せる。

## 連続性
本作に登場するカレド族の兵士は弓矢で武装している。これはハリー・サリバン (ドクター・フー)が「ダレク族の誕生」（1975年）で述べた台詞 "they're going to finish off with bows and arrows." を仄めかしている。
コロニー・サーフが訪れたモルドバリウムは「ドクターの戦争」（2011年）が最後の登場となっていた。モルドバリウムには過去に登場した様々なエイリアンがおり、具体的にはシコラックス（2005年「クリスマスの侵略者」）やハース（2008年「ドクターの娘」）、ウード（2006年「闇の覚醒」「地獄への扉」ほか）、チボリ星人（2011年「閉ざされたホテル」）が登場している。シャドー議会も「盗まれた地球」（2008年）以来の登場を果たし、シャドー・アーキテクトとジュドゥーンも再登場した。
「ドクター前夜」（2013年）にも登場したカーンの修道女は、「モービアスの脳」（1976年）で初登場した。
UNITがコンピュータアルゴリズムを使用してドクターを捜索する際、ドクターが出現したとされる様々な都市の位置が地図上にプロットされる。これはドクターの数多くの過去の冒険に対応しており、サン・マルティノ（1976年 The Masque of Mandragora）、ニューヨーク（1965年 The Chase、2007年「ダーレク・イン・マンハッタン」「ダーレクの進化」、2012年「マンハッタン占領」）、さらにはアトランティスに対応する可能性のある3点（1967年 The Underwater Menace、1972年 The Time Monster、1971年 The Dæmons）がある。
ダヴロスは「ダレク族の誕生」（1975年）から「盗まれた地球」「旅の終わり」（2008年）まで何度もドクターと対峙してきた。最も特筆すべきは「ダレク族の誕生」で4代目ドクターが、将来数百万の命を奪う悪に育つ子どもを殺してよいのかと自問自答する台詞である。
『ドクター・フー』の歴史を通して様々なデザインのダーレクが登場してきたが、本作でも彼らの創造主ダヴロスや惑星スカロと共に複数のデザインのダーレクが登場している。中には1963年に初登場した青色と銀色のダーレクも登場している。

### 他作品へのリファレンス
クララはドクターの居場所と意図を推測する際にディラン・トマスの詩の第1文である "Do not go gentle into that good night" (en) を引用している。12世紀でクララとミッシーをドクターが見つけた際には、彼はロイ・オービソンの「オー・プリティ・ウーマン」の冒頭の歌詞を述べている。
ドクターが12世紀でエレクトリック・ギターを演奏していることと、当時の民衆に英語のスラング "dude" を教えていることは、映画『ビルとテッドの大冒険』と『ビルとテッドの地獄旅行』に対応している。この映画2作は、電話ボックスに乗ってタイトラベルして歴史上の人物に彼らの風習を教えるという作品になっている。ギターを演奏しているのはピーター・カパルディ本人である。彼は1980年代前半にはクレイグ・ファーガソンと共にパンク・ロックのバンドに所属していた。

## 製作

### 撮影
撮影は2月12日に始まり、監督は「まばたきするな」（2009年）と同じくマクドナルドが担当した。ダーレクの小道具は Doctor Who Experience の展示物から入手された。惑星スカロの地表のシーンのセットはカナリア諸島のテネリフェ島で撮影された。なお、カナリア諸島の別の島ランサローテ島は「月を殺せ」（2014年）と Planet of Fire（1984年）で撮影に使用された。

### 配役
ケリー・ハンターは第4シリーズ「盗まれた地球」でもシャドー・アーキテクト役で出演しており、ジュリアン・ブリーチも「盗まれた地球」「旅の終わり」でダヴロス役を演じていた。カーンの修道女の1人であるオヒラ役のクレア・ヒギンスは50周年記念ミニエピソード「ドクター前夜」に出演しており、その後第9シリーズ最終話「時空の果てで」で再出演を果たす。コロニー・サーフ役のジェイミー・リード＝クオレルは第9シリーズ「影に捕らわれて」でヴェール役を演じる。

## プロモーション
「魔術師の弟子」の予告編は2015年9月5日に公開された。

### 上映
「魔術師の弟子」は2015年8月27日にエディンバラにて The Guardian Edinburgh International Television Festival の一環として劇場上映が行われた。2015年9月10日には後編「魔法使いの友」と共にカーディフで BAFTA Cymru により上映され、その後質疑応答のセッションが設けられた。

## 放送と反応
本作の視聴者数は654万人で、マット・スミスの「深紅の恐怖」以来となる低記録を残した。BBC iPlayer には130万件のダウンロードリクエストが寄せられた。BBC One での放送当夜の視聴者数は458万人で、2005年に新シリーズが始まって以来、各シーズンの第1話としては最低記録であった。番組視聴占拠率は21.2%で、『Xファクター』に次いでその夜で2位となった。Appreciation Index は84を記録した。BBCアメリカでの放送では18歳から49歳の視聴者が110万人で、総合すると約200万人の視聴者を獲得した。

### 批評家の反応
| 専門評論家によるレビュー | 専門評論家によるレビュー |
| レビュー・スコア         | レビュー・スコア         |
| 出典                     | 評価                     |
| ------------------------ | ------------------------ |
| The A.V. Club            | B                        |
| ペースト                 | 8.5                      |
| SFX                      | [ 29 ]                   |
| TV Fanatic               | [ 30 ]                   |
| IndieWire                | A+                       |
| IGN                      | 9.4                      |
| ニューヨーク・マガジン   | [ 33 ]                   |
| デイリー・テレグラフ     | [ 34 ]                   |
| ラジオ・タイムズ         | [ 35 ]                   |

「魔術師の弟子」は批評家から称賛を受けた。
IGNのスコット・コルーラは本作に10点満点中9.4点を付け、「素晴らしい」と評価した。彼は「12代目ドクターがこのエピソードでは多くの面白いものを持てたが、彼は本当の暗いパンチを打つこともできた。さらに、クライマックスの暴露とクリフハンガーは、ドクターに後の情緒的な威厳をもたらすのに役立つだろう」と述べた。彼は脚本を絶賛し、「ドクターと視聴者の両方に体系への真のショックを与え、第9シリーズを始めている」と主張した。
ラジオ・タイムズのパトリック・マルケーンは5点満点中5点の評価を与え、エピソードのストーリーとコンセプトを称賛し、「スティーヴン・モファットが我々にフィナーレのように感じられるシーズン第1話を約束し、そして少年を連れて来た。実際に少年を連れて来た。少年ダヴロスだ。誰かがやるのを待っていた素晴らしいアイディアだ」とコメントした。しかし彼は「本当の危機感がない」「万物が強く打てなくなっている宇宙だ」とも指摘した。SFXのニック・セッチフィールドは本作に星5つを与え、「機知と脅威に富んでいる」「番組の博物館的な古典作品にも臆せずに挑んでいる」と論評した。しかし、本作に5点満点中3点を与えたデイリー・テレグラフのベンジー・ウィルソンは、シャドー議会が今回でも蚊帳の外にされていることを指摘し、「真面目に受け取ってはならないことを思い出させ続ける『ドクター・フー』の宇宙の中で、一見破滅的な出来事が非常にスリリングになることができるか」を疑問視した。